# Kishibojin
| Recensione              | Giudizio |
| ----------------------- | -------- |
| soniccathedral.com      | 9.5 / 10 |
| kevymetal.wordpress.com | 99\100   |

Kishibojin (鬼子母神; Hariti) è il 10º album in studio del gruppo heavy metal giapponese Onmyo-za, pubblicato il 21 Dicembre 2011 dalla King Records (etichetta discografica giapponese). L'album ha raggiunto la posizione numero 13 della classifica Oricon (classifica musicale giapponese). L'album è stato suonato interamente dal vivo dall'inizio alla fine nel tour Zekkai no Kishibojin e pubblicato poi in DVD nel 2012 con il titolo di Zekkai no Enbu. L'edizione limitata di Zekkai no Enbu contiene anche il CD live del concerto.
L'album è stato distribuito anche in Europa in versione digitale dall'etichetta tedesca Gan- Shin il 20 Giugno 2012.

## Tracce
1. kumikyoku "kishibojin" ~ shūshū (Hariti Suite: Weeping (Instrumental))
2. kumikyoku "kishibojin" ~ samayoi (Hariti Suite: Wandering)
3. kumikyoku "kishibojin" ~ ubugi (Hariti Suite: Swaddling Clothes)
4. kumikyoku "kishibojin" ~ namasu (Hariti Suite: Pulp)
5. kumikyoku "kishibojin" ~ oni-kosae no uta (Hariti Suite: Demon-making Song)
6. kumikyoku "kishibojin" ~ gekkō (Hariti Suite: Moonlight)
7. kumikyoku "kishibojin" ~ zakuro to jubaku (Hariti Suite: Pomegranates and Spells)
8. kumikyoku "kishibojin" ~ kishibojin (Hariti Suite: Monstrously Human Mother)
9. kumikyoku "kishibojin" ~ urami no hate (Hariti Suite: Uttermost Malice)
10. kumikyoku "kishibojin" ~ michi (Hariti Suite: Path)
11. kumikyoku "kishibojin" ~ kōrui (Hariti Suite: Bleeding Tears)
12. kumikyoku "kishibojin" ~ kikoku (Hariti Suite: Ghostly Sobs)